# 1024 Hale
Hale (asteroide 1024) é um asteroide da cintura principal com um diâmetro de 41,36 quilómetros, a 2,220946 UA. Possui uma excentricidade de 0,2251916 e um período orbital de 1 772,58 dias (4,85 anos).
Hale tem uma velocidade orbital média de 17,59223047 km/s e uma inclinação de 16,08269º.
Esse asteroide foi descoberto em 2 de dezembro de 1923 por George Van Biesbroeck.